# Bari Challenger 1983
Il Bari Challenger 1983 è stato un torneo di tennis facente parte della categoria ATP Challenger Series nell'ambito dell'ATP Challenger Series 1983. Il torneo si è giocato a Bari in Italia dal 18 al 24 aprile 1983 su campi in terra rossa.

## Vincitori

### Singolare
Corrado Barazzutti ha battuto in finale  Carlos Castellan con il punteggio di 6–0, 6–1

### Doppio
Luca Bottazzi /  Simone Colombo hanno battuto in finale  Mario Calautti /  Bruce Derlin con il punteggio di 6–2, 3–6, 6–3